# Neumarkter Schanze und Torhaus

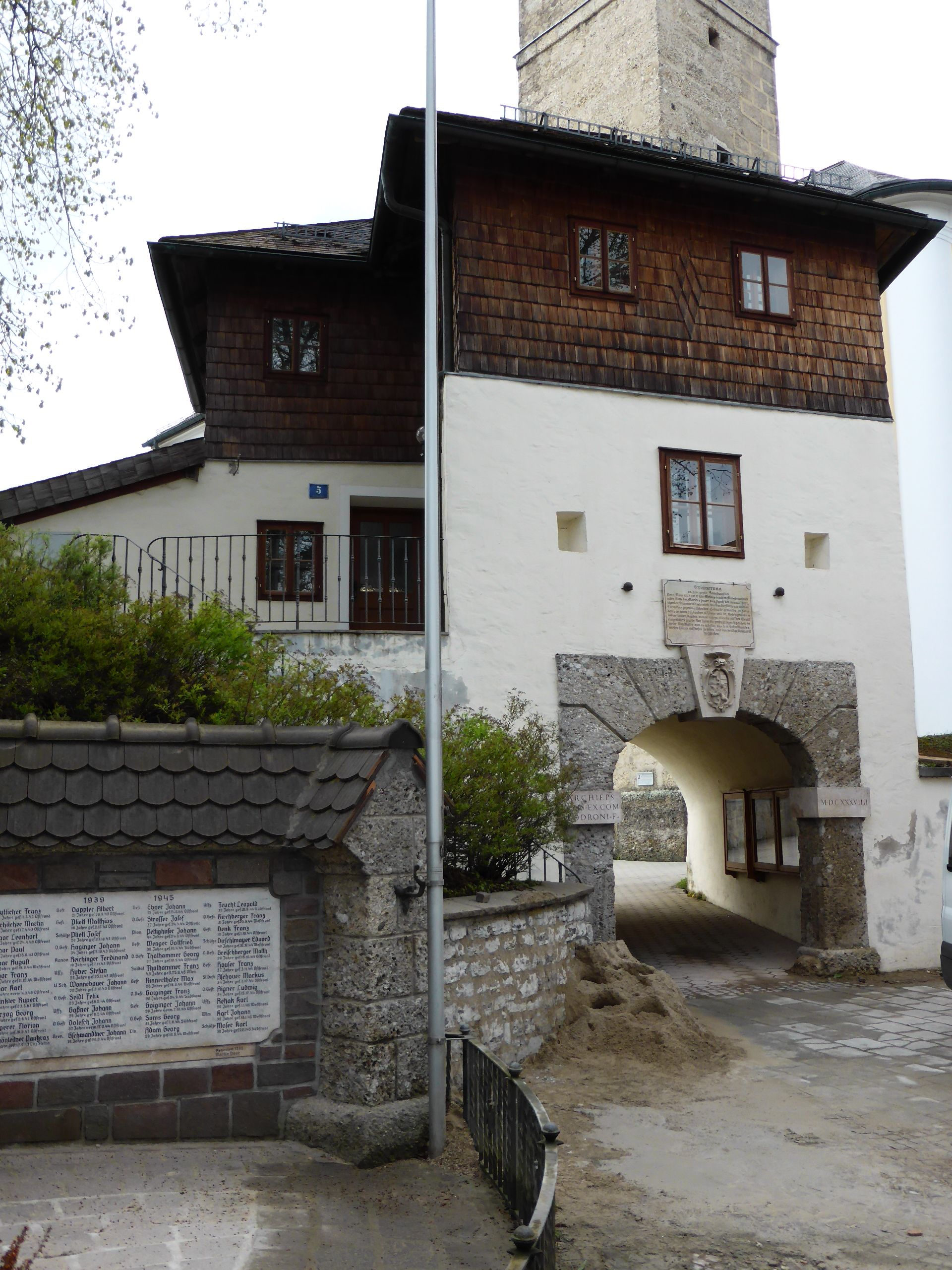
Schanze und Torhaus von Neumarkt

Neumarkter Schanze und Torhaus wurden während des Dreißigjährigen Krieges 1638 unter Fürsterzbischof Paris Lodron erbaut. Das Torhaus bildet heute noch den Zugang zur Pfarrkirche und zum Friedhof von Neumarkt am Wallersee (Kirchenstraße 5).

## Geschichte
Bereits 1626 wurden Neumarkter Bürger wegen des Baus eines Schanz am Kichbichl enteignet. Paris Lodron beauftragte damals seinen Hofbaumeister Santino Solari und den Obristleutnant Johann Sigmund von Mabon mit dem Bau einer Befestigungsanlage, welche das Erzbistum Salzburg vor einem Übergreifen der Bauernaufstände in Oberösterreich schützen sollte. Ursprünglich sollte der ganze Ort umwallt werden, es wurde aber nur der Kirchbichl umwallt, mit einer Palisadenanlage umgeben und als Retirade (= Rückzugsort im Falle eines militärischen Rückzugs) ausgeführt. Über dem Tor befand sich das Herberg-Stüberl, in dem der kommandierende Offizier wohnte. Im Schanzenbereich war eine Rüstkammer, in der zahlreiches Kriegsgerät aufbewahrt wurde. Die Anlage besaß auch einen eigenen Brunnen.
Nach einem Marktbrand von 1675 wurde das Torhaus als Wohngebäude vermietet. Nach zahlreichen Reparaturen wurde 1746 der Festungs-Charakter der Anlage durch die Landschaft aufgegeben. Das Waffenlager wurde 1747 in das Pfleggericht von Neumarkt verbracht.

## Schanze und Torhaus heute
Oberhalb der wichtigen Handelsstraße von Salzburg nach Linz wurde am nördlichen Rand von Neumarkt ein etwa 3 m hoher Erdwall angelegt und mit fünf vorspringenden Rondellen verstärkt. Beim Bau der Schanze wurde die damalige Vikariats- und heutige Pfarrkirche in die Verteidigungsanlage einbezogen. An der südöstlichen Seite wurde der Torbau mit dem leicht hakenförmigen Grundriss und einem tonnengewölbten Zugang aufgeführt. 

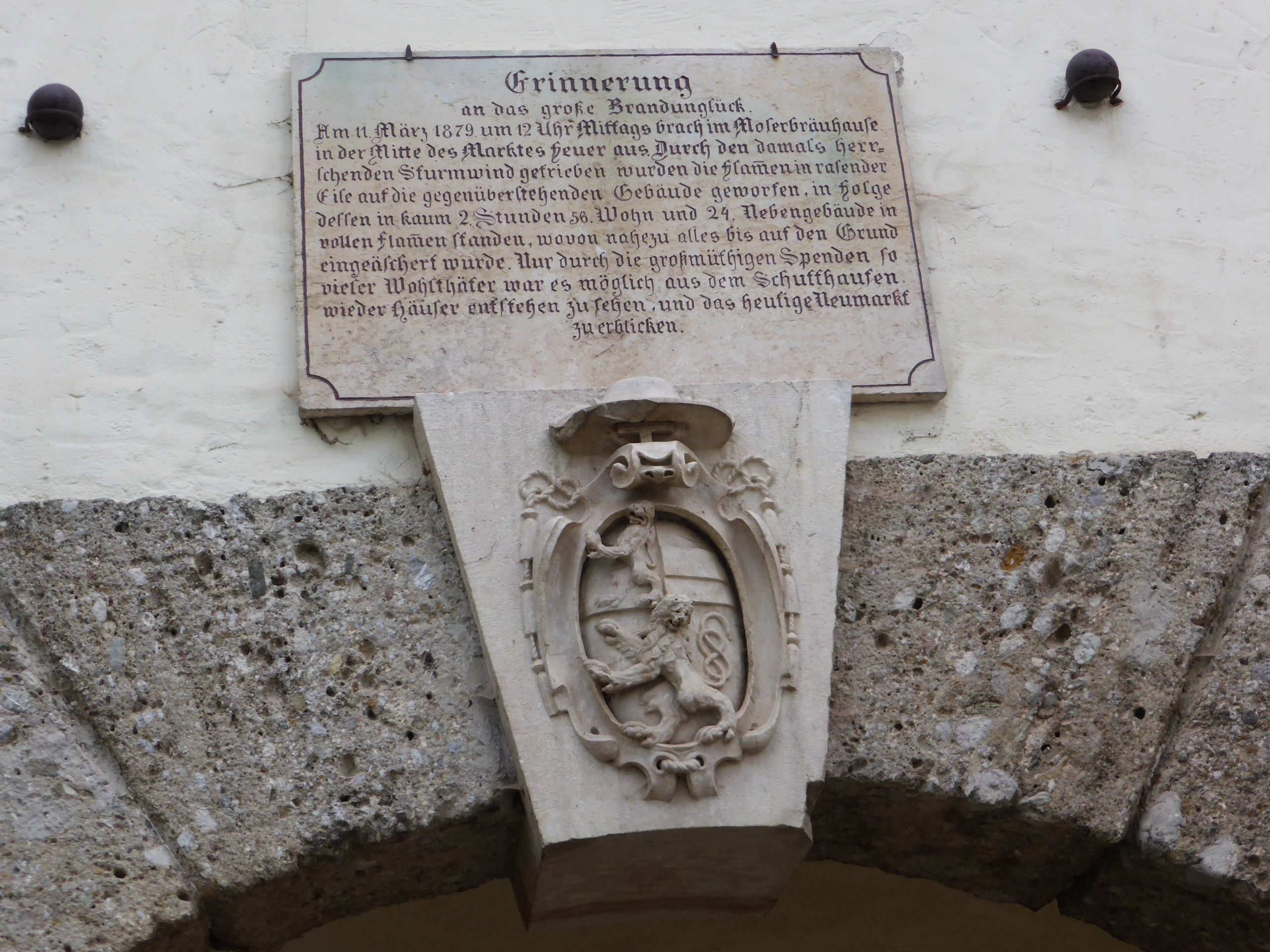
Wappen und Gedenktafel an den Ortsbrand von 1879

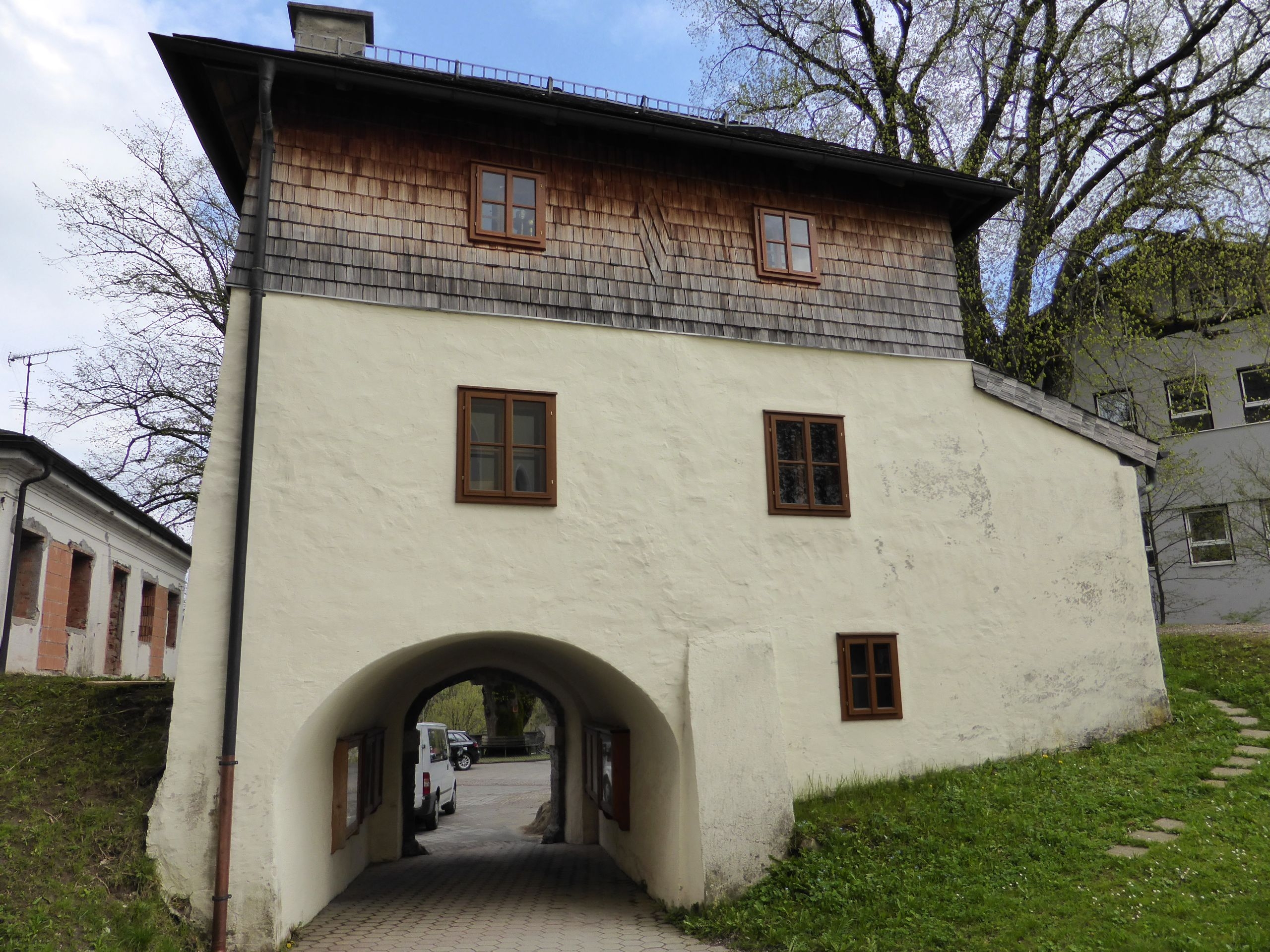
Rückseite der Torhauses von Neumarkt

Das dreigeschoßige Haus besteht aus zwei gemauerten Geschoßen und einem daraufgesetzten Holzblockbau. Das rundbogige Tor besteht aus Konglomeratgestein. Im marmornen Schlussstein ist das Wappen des Erbauers, Paris Lodron (Aufschrift PARIS. EX. COM. LOPDRONI. F. MDCXXXVIII.). Oberhalb erinnert eine Tafel an den Marktbrand von 1879, bei dem auch das Wachthaus in Mitleidenschaft gezogen und später mit einem hölzernen Aufbau versehen wurde.
Die Anlage ist abgesehen von kleineren Veränderungen seitdem unverändert erhalten geblieben. Eigentümer der Schanze ist die Marktgemeinde Neumarkt, das Wachthaus gehört der Pfarrgemeinde Neumarkt.